# Actio depositi contraria
Die actio depositi contraria war im antiken römischen Recht eine Gegenklage aus Verwahrungsvertrag. Wer aus dem Verwahrungsvertrag selbst klagte, erhob die actio depositi.
Der Hinterleger konnte jederzeit Rückgabe der hinterlegten Sache und gegebenenfalls Schadenersatz verlangen. Den Anspruch verfolgte er mit der actio depositi. Eine Verurteilung hatte den Verlust der bürgerlichen Ehre zur Folge (Infamie). Im Gegenzug, allerdings nur fallweise, konnte sich der Verwahrer mittels der actio depositi contraria wehren und Aufwendungsersatz und gegebenenfalls Schadenersatzansprüche geltend machen.
Begrifflich leitet sich die Klage aus depositum (lateinisch: das Hinterlegte) ab. Depositum ist die unentgeltliche Übernahme einer beweglichen Sache zur Aufbewahrung. Der Verwahrungsvertrag kam nicht allein durch förmliche Vereinbarung zustande, sondern erforderte zudem die Übergabe der Sache (Realkontrakt). Die entgeltliche Verwahrung unterfiel hingegen der locatio conductio (operis). Dem Verwahrer (detentor) war die Nutzung der Sache untersagt. Daher genoss er keinen Besitzschutz und setzte sich bei rechtsmissbräuchlicher Nutzung dem Vorwurf des furtum usus (Gebrauchsanmaßung) aus.